# Movimento per l’arte concreta
Die Movimento per l’arte concreta (MAC) war eine zumeist auf das Jahr 1951 datierte, in Mailand durch Atanasio Soldati, den Kritiker und Theoretiker Gillo Dorfles, den Bildhauer Bruno Munari, Enrico Bordoni, Galliano Mazzon, den Architekten und Kritiker Gianni Monnet, Mario Radice, Ettore Sottsass jr. und Luigi Veronesi gegründete Künstlergruppe zur Festigung einer abstrakt-konkreten Kunst. Sie hatte Bestand bis 1958.

## Vorgeschichte

Andrea Bisanzio. Foto von Paolo Monti.

Ausgehend von der 1947 im Palazzo Reale in Mailand von Max Bill, Franco Bombelli und Max Huber organisierten Ausstellung konkrete kunst formierte sich in Italien eine dem sich ausbreitenden Informel entgegenwirkende, dem Geometrischen zugewandte Künstlerbewegung.
Bereits im Dezember 1948 wurde in der Mailänder Libreria SALTO eine Mappe mit 12 Handdrucken, darunter einiger „konkreter“ Künstler, vorgestellt, an der sich aber auch Lucio Fontana, Lorenzo Guerrini und Achile Perilli beteiligten, die sich jedoch erst später der Gruppe anschlossen. Verantwortlich für die Gruppenausstellung war der Kritiker Giuseppe Marchiori. Die Schau hatte eine große Resonanz, was 1949 zu einer zweiten Mappe mit 24 Lithografien führte, darunter auch die Beteiligung von Giulio C. Argan. Eine weitere Vorstufe war die Gruppe der neapolitanischen Künstler der Arte concreta di Napoli um Renato de Fusco, Guido Tatafiore und Antonio Venditti, die sich 1950 den Mailändern anschloss. 1951/52 bildete sich auch die Künstlergruppe Otto Pintori Italiani (auch: gruppo degli otto) in Venedig, eine der malerischen oder lyrischen Abstraktion verpflichteten Gruppe. Dies förderte den Wunsch, die „Gegenbewegung“, die sich bisher in regionalen Gruppierungen, insbesondere Oberitaliens (Mailand, Turin, Genua), zeigte, zu festigen. Zu der Zeit begannen sich die Künstlergruppen Arte d’Oggi („Kunst heute“, Florenz, 1946–1950), die Forma 1 („forma uno“, Rom, 1947–1951) und die SUD („Süden“, auch „Gruppo Sud pittura“, Neapel, 1947–1949/50) mit neuen Techniken auseinanderzusetzen, auch hoffte man auf Anschluss der Schweizer Konkreten, insbesondere Max Hubers. Neben den Malern umfasste das Spektrum Bildhauer, Architekten, Industriedesigner und Grafiker.

## Arte Astratta e Concreta in Italia, 1951
1951 fand in der Galleria Nazionale d’Arte Moderna in Rom die großangelegte Ausstellung Arte Astratta e Concreta in Italia statt, an der sich rund 70 Künstler beteiligten, wobei sich die Auswahl strikt an Stilelementen festmachte und somit Künstler wie Giorgio Morandi ausschloss.
Eine Ausweitung des Programmes wurde 1952 beschlossen, darunter die Einbeziehung der „Arte d’Oggi“ und der „Fondazione Origine“, so dass heute eine genaue Zahl der Beteiligten stark schwankt. So zählt der Kunsthistoriker Christoph Wilhelmi insgesamt bereits 132 Namen.
Zu den stilistischen Ausdrucksmöglichkeiten der Gruppe gehörten monochrome Malerei, kinetische Skulpturen und Lichtinstallationen.

## Mitglieder und Anhänger
Neben den eigentlichen MAC-Gründern und Förderern der abstrakt-geometrischen Kunst als Kunstrichtung in Italien sind zur Nachkriegsentwicklung die zum Umfeld zu zählenden Künstler einzubeziehen.
Zu den Anhängern und Gruppenmitgliedern der MAC zählen aus Florenz: Aagaard Andersen, Vinicio Berti, Bruno Brunetti, Martin Krampen, Jean Leppien, Paola Mazzetti, Alvaro Monnini, Alberto Moretti, Gualtiero Nativi und Mario Nuti.
Aus Mailand waren dies: Adoni Asinari, Antonio Franchisi, Giancarlo Iliprandi, Bruno Motta, Pino Muggiani, Tovogliani, Antonio Tullier.
In Rom werden zu den Anhängern der MAC gezählt: Alberto Burri, Ettore Colla, Michelangelo Conte, Piero Dorazio, Mino Guerrini, Achile Perilli, Enrico Prampolini.
Die Gruppe Turin (als „gruppo torinese“) bildeten: Annibale Biglione, Albino Galvano, Adriano Parisot, Carol Rama und Filippo Scroppo.
Darunter sind von den Architekten hervorzuheben: Attilio Mariani, Carlo Perogalli, Tito Varisco, Roberto Menghi, Marco Zanuso, Mario Ravegnani, Carlo Paccagnini und Vittoriano Viganò.

## Zeitschrift „arte concreta“ und Manifeste
Als Organ der Gruppe erschien seit 1951 die arte concreta, die von Nr. 1, 1951 bis Nr. 15, 1953 erschien.
Die Zeitschrift veröffentlichte im ersten Heft bereits das „Manifeste du Groupe Espace“, womit die Nähe zur französischen Künstlergruppe L’Espace dokumentiert wurde, erneuert im Jahr 1955 bis zur Kooperation und Fusion beider Gruppen, um in Europa der Konkreten Kunst breiteres Gewicht zu geben. Die „Turiner Gruppe“ veröffentlichte das „Manifesto di ahesione“ (Manifest der Zustimmung). Das Heft 10 versucht, so laut Luciano Caramel in seinem Werk MAC von 1984, „eine zweite Zusammenarbeit mit der genueser Gruppe des „Studio B.24“, vorrangig aber der Movimento Gruppo Nucleare herbeizuführen, um eine Synthese der Künste (italienisch Sintesi delle arti) zu bewirken“.

## Südamerika
Bereits 1954 kam es zu ersten Kontakten mit avantgardistischen Künstlern Südamerikas. Unter großem Beitrag des MAC wurde 1957 eine bemerkenswerte Ausstellung konkreter Kunst in Buenos Aires organisiert. Hier hatten sich bereits seit 1946 die Künstlergruppen Asociación Arte Concreto Invención sowie die Asociación Arte Nuevo gebildet.
Zu den südamerikanischen Anhängern der MAC gehören: der Bildhauer Claudio Girola, Argentinien, sowie die Künstler Aluísio Carvão, Judith Lavand Féjer, Ferreira Gullar, Mauricio Noguiera Lima, Rubem Mauro Ludolf, Antonio Maluf, der Maler und Bildhauer Hélio Oiticica, Luis Sacilotto und Dionísio del Santo, alle aus Brasilien.

## Rezeption
Ungefähr 1958 löste sich der Zusammenschluss der Künstler der MAC wieder auf, diese gingen zum Teil neue Künstlergruppierungen ein. Bereits 1960 galt die MAC als Geschichte und wurde mit einer ersten großen Retrospektive geehrt. Die letzte Retrospektive fand 2003 statt.
Die Maler der italienischen Konkreten Kunst werden heute in speziell ausgerichteten Museen und Stiftungen gesammelt, in Deutschland u. a. in Ingolstadt, in der Schweiz, in Frankreich und in Italien. 